# Sphaerostephanos
Sphaerostephanos är ett släkte av kärrbräkenväxter. Sphaerostephanos ingår i familjen Thelypteridaceae.

## Dottertaxa tillSphaerostephanos, i alfabetisk ordning[1]
- Sphaerostephanos acrostichoides
- Sphaerostephanos adenostegius
- Sphaerostephanos alatellus
- Sphaerostephanos albosetosus
- Sphaerostephanos alcasidii
- Sphaerostephanos alpinus
- Sphaerostephanos alticola
- Sphaerostephanos angustibasis
- Sphaerostephanos angustifolius
- Sphaerostephanos appendiculatus
- Sphaerostephanos aquatilis
- Sphaerostephanos arbuscula
- Sphaerostephanos archboldii
- Sphaerostephanos arfakianus
- Sphaerostephanos atasripii
- Sphaerostephanos austerus
- Sphaerostephanos baramensis
- Sphaerostephanos batacorum
- Sphaerostephanos batjanensis
- Sphaerostephanos batulantensis
- Sphaerostephanos benoiteanus
- Sphaerostephanos braithwaitei
- Sphaerostephanos canescens
- Sphaerostephanos carrii
- Sphaerostephanos cartilagidens
- Sphaerostephanos cataractorum
- Sphaerostephanos caulescens
- Sphaerostephanos confertus
- Sphaerostephanos convergens
- Sphaerostephanos cyrtocaulos
- Sphaerostephanos daymanianus
- Sphaerostephanos debilis
- Sphaerostephanos decadens
- Sphaerostephanos dichrotrichoides
- Sphaerostephanos dichrotrichus
- Sphaerostephanos dimidiolobatus
- Sphaerostephanos diminutus
- Sphaerostephanos dimorphus
- Sphaerostephanos diversilobus
- Sphaerostephanos doodioides
- Sphaerostephanos echinosporus
- Sphaerostephanos efogensis
- Sphaerostephanos ekutiensis
- Sphaerostephanos elatus
- Sphaerostephanos ellipticus
- Sphaerostephanos eminens
- Sphaerostephanos erectus
- Sphaerostephanos erwinii
- Sphaerostephanos exindusiatus
- Sphaerostephanos flavoviridis
- Sphaerostephanos foliolosus
- Sphaerostephanos foxworthyi
- Sphaerostephanos gaudichaudii
- Sphaerostephanos grandescens
- Sphaerostephanos gregarius
- Sphaerostephanos gymnorachis
- Sphaerostephanos hamiferus
- Sphaerostephanos hastatopinnatus
- Sphaerostephanos hellwigensis
- Sphaerostephanos hendersonii
- Sphaerostephanos hernaezii
- Sphaerostephanos heterocarpus
- Sphaerostephanos hirsutus
- Sphaerostephanos hispidifolius
- Sphaerostephanos hispiduliformis
- Sphaerostephanos hoalensis
- Sphaerostephanos hochreutineri
- Sphaerostephanos humilis
- Sphaerostephanos immucosus
- Sphaerostephanos inconspicuus
- Sphaerostephanos indrapurae
- Sphaerostephanos intermedia
- Sphaerostephanos invisus
- Sphaerostephanos irayensis
- Sphaerostephanos isomorphus
- Sphaerostephanos kalkmanii
- Sphaerostephanos kurzii
- Sphaerostephanos lamii
- Sphaerostephanos larutensis
- Sphaerostephanos lastreoides
- Sphaerostephanos latebrosus
- Sphaerostephanos lithophyllus
- Sphaerostephanos lobangensis
- Sphaerostephanos lobatus
- Sphaerostephanos loherianus
- Sphaerostephanos longbawanensis
- Sphaerostephanos maemonensis
- Sphaerostephanos magnus
- Sphaerostephanos major
- Sphaerostephanos makassaricus
- Sphaerostephanos maxima
- Sphaerostephanos melanorachis
- Sphaerostephanos menadensis
- Sphaerostephanos mengenianus
- Sphaerostephanos metcalfei
- Sphaerostephanos mindorensis
- Sphaerostephanos mjobergii
- Sphaerostephanos morotaiensis
- Sphaerostephanos moseleyi
- Sphaerostephanos multiauriculatus
- Sphaerostephanos muluensis
- Sphaerostephanos mundus
- Sphaerostephanos mutabilis
- Sphaerostephanos nakaikei
- Sphaerostephanos neotoppingii
- Sphaerostephanos norrisii
- Sphaerostephanos novae-britanniae
- Sphaerostephanos novoguineensis
- Sphaerostephanos nudisorus
- Sphaerostephanos obtusifolius
- Sphaerostephanos omatianus
- Sphaerostephanos oosorus
- Sphaerostephanos paripinnatus
- Sphaerostephanos peltochlamys
- Sphaerostephanos penniger
- Sphaerostephanos perglanduliferus
- Sphaerostephanos petiolata
- Sphaerostephanos pilosissimus
- Sphaerostephanos pilososquamatus
- Sphaerostephanos plurifolius
- Sphaerostephanos plurivenosus
- Sphaerostephanos polisianus
- Sphaerostephanos polycarpus
- Sphaerostephanos polyotis
- Sphaerostephanos porphyricola
- Sphaerostephanos posthumii
- Sphaerostephanos potamios
- Sphaerostephanos productus
- Sphaerostephanos pseudomegaphyllus
- Sphaerostephanos pterosporus
- Sphaerostephanos pullenii
- Sphaerostephanos pycnosorus
- Sphaerostephanos reconditus
- Sphaerostephanos reineckei
- Sphaerostephanos richardsii
- Sphaerostephanos rigidus
- Sphaerostephanos roemerianus
- Sphaerostephanos rudis
- Sphaerostephanos sagittifolius
- Sphaerostephanos santomasii
- Sphaerostephanos sarasinorum
- Sphaerostephanos scandens
- Sphaerostephanos semicordatus
- Sphaerostephanos semimetralis
- Sphaerostephanos sessilipinna
- Sphaerostephanos simplicifolius
- Sphaerostephanos solutus
- Sphaerostephanos spenceri
- Sphaerostephanos squamatellus
- Sphaerostephanos stenodontus
- Sphaerostephanos stipellatus
- Sphaerostephanos stresemannii
- Sphaerostephanos subalpinus
- Sphaerostephanos subcanescens
- Sphaerostephanos subcordatus
- Sphaerostephanos suboppositus
- Sphaerostephanos subpectinatus
- Sphaerostephanos subtruncatus
- Sphaerostephanos subulifolius
- Sphaerostephanos sudesticus
- Sphaerostephanos taiwanensis
- Sphaerostephanos tandikatensis
- Sphaerostephanos telefominicus
- Sphaerostephanos tephrophyllus
- Sphaerostephanos tibangensis
- Sphaerostephanos trichochlamys
- Sphaerostephanos trimetralis
- Sphaerostephanos uaniensis
- Sphaerostephanos uniauriculatus
- Sphaerostephanos unitus
- Sphaerostephanos urdanetensis
- Sphaerostephanos validus
- Sphaerostephanos warburgii
- Sphaerostephanos wauensis
- Sphaerostephanos veitchii
- Sphaerostephanos vestigiatus
- Sphaerostephanos williamsii
- Sphaerostephanos woitapensis